# Vauvillers (Somme)
Vauvillers és un municipi francès situat al departament del Somme i a la regió dels Alts de França. L'any 2007 tenia 285 habitants.

## Demografia

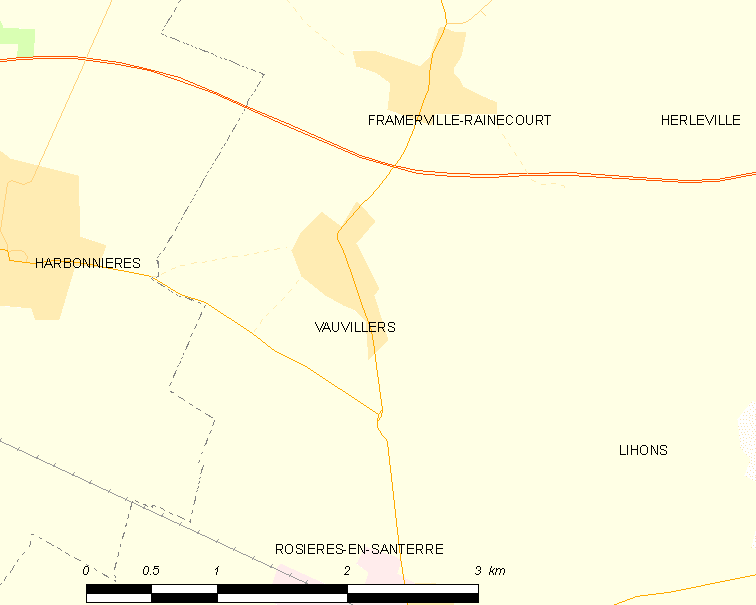
Mapa del municipi

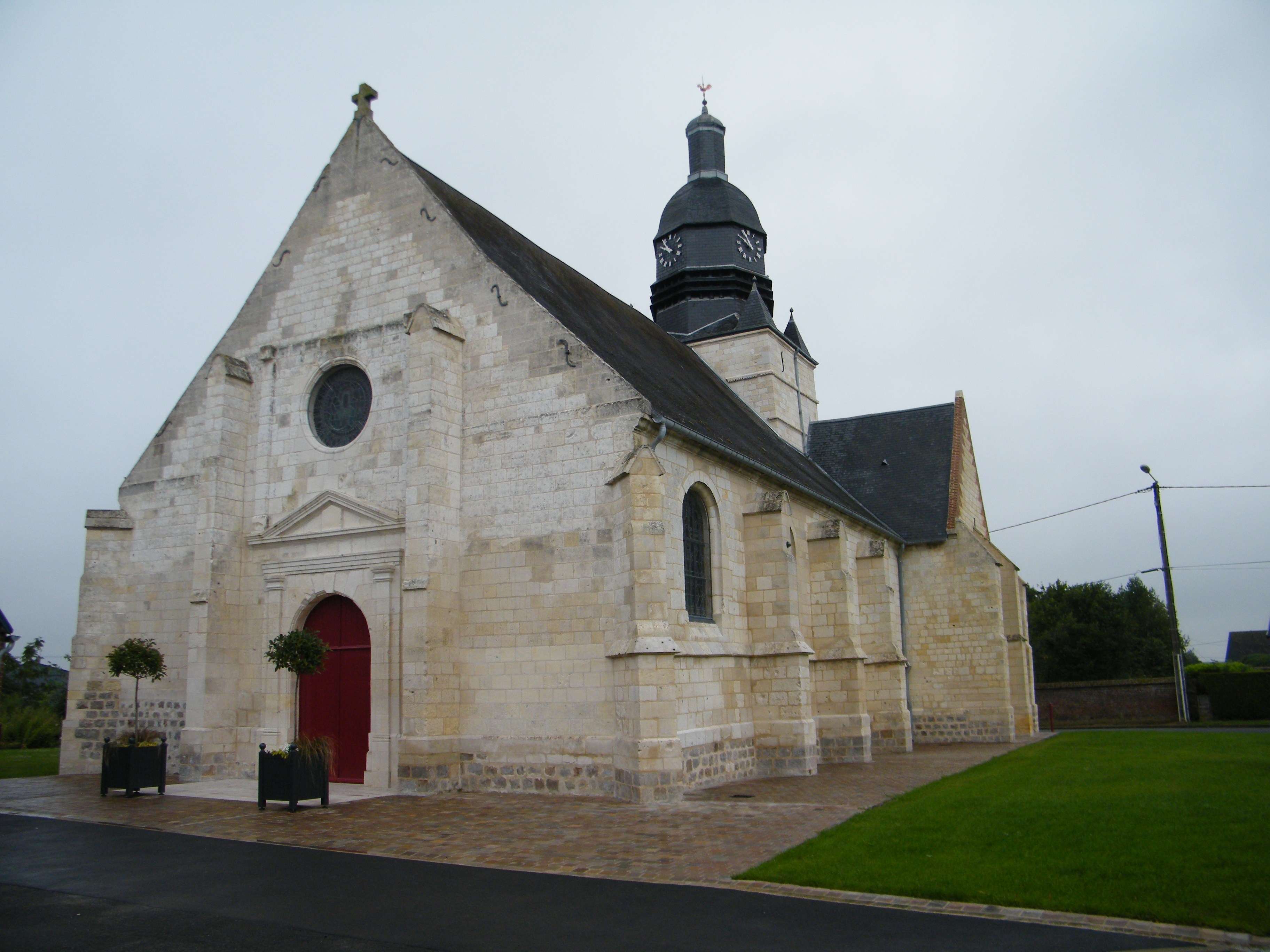
Església

### Població
El 2007 la població de fet de Vauvillers era de 285 persones. Hi havia 98 famílies de les quals 20 eren unipersonals (8 homes vivint sols i 12 dones vivint soles), 33 parelles sense fills i 45 parelles amb fills.
La població ha evolucionat segons el següent gràfic:

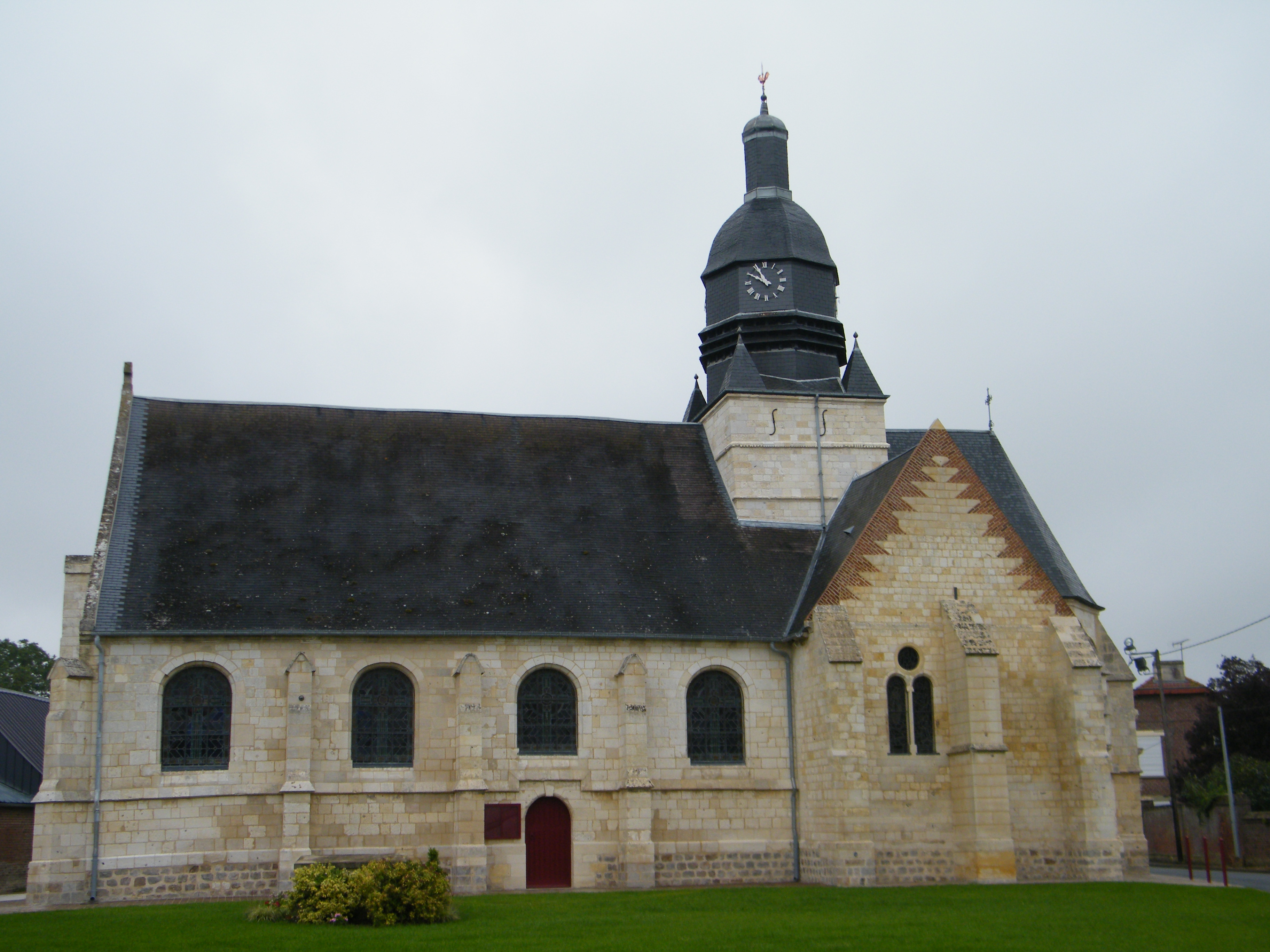

Habitants censats

### Habitatges
El 2007 hi havia 114 habitatges, 104 eren l'habitatge principal de la família, 5 eren segones residències i 5 estaven desocupats. Tots els 114 habitatges eren cases. Dels 104 habitatges principals, 82 estaven ocupats pels seus propietaris, 17 estaven llogats i ocupats pels llogaters i 4 estaven cedits a títol gratuït; 2 tenien dues cambres, 10 en tenien tres, 29 en tenien quatre i 63 en tenien cinc o més. 82 habitatges disposaven pel capbaix d'una plaça de pàrquing. A 39 habitatges hi havia un automòbil i a 57 n'hi havia dos o més.

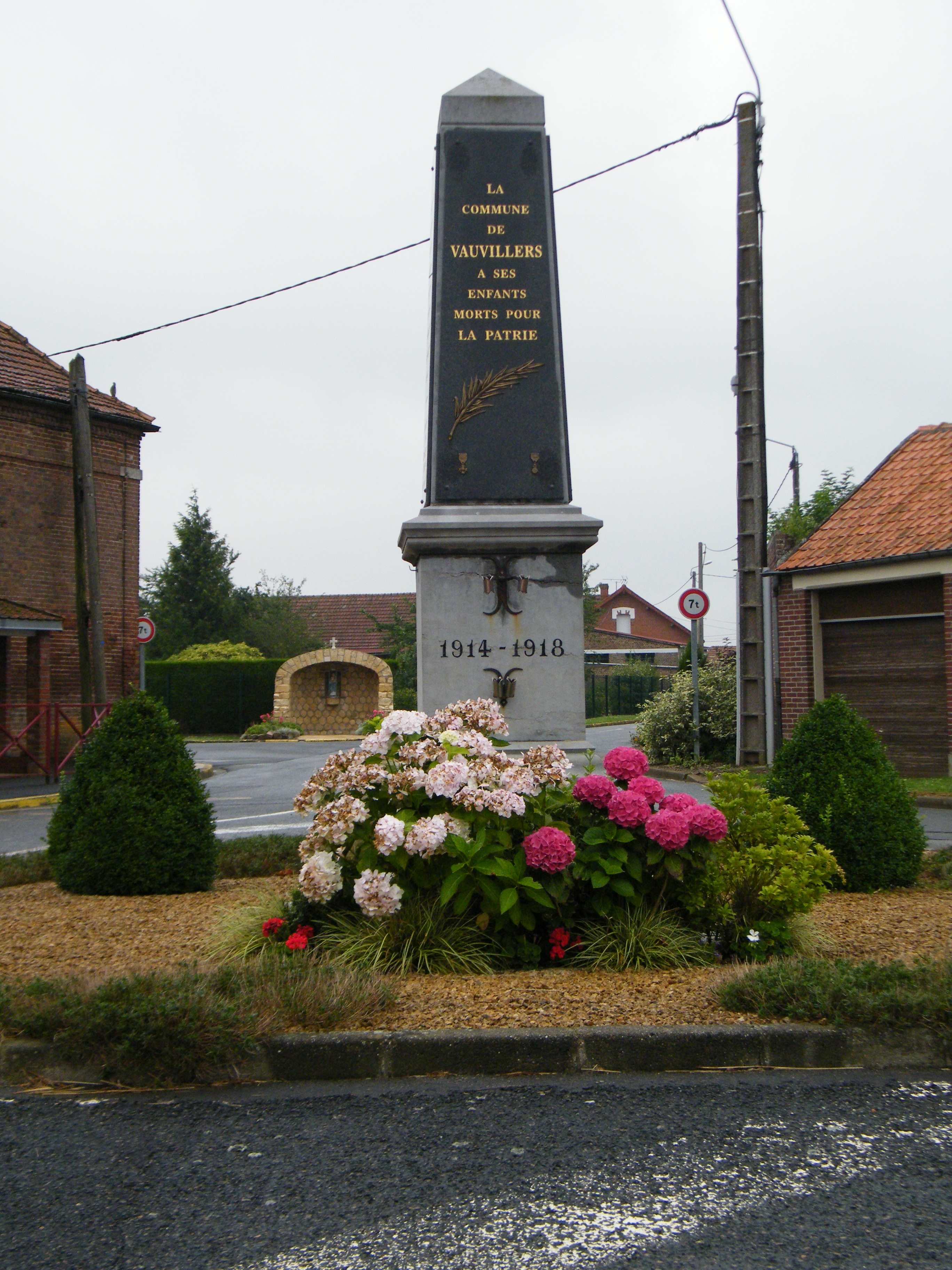

### Piràmide de població
La piràmide de població per edats i sexe el 2009 era:
| Homes | Edats   | Dones |
| ----- | ------- | ----- |
| 0     | 95 o +  | 0     |
| 0     | 90 a 94 | 0     |
| 0     | 85 a 89 | 0     |
| 0     | 80 a 84 | 4     |
| 8     | 75 a 79 | 0     |
| 8     | 70 a 74 | 8     |
| 4     | 65 a 69 | 8     |
| 0     | 60 a 64 | 0     |
| 0     | 55 a 59 | 0     |
| 16    | 50 a 54 | 8     |
| 12    | 45 a 49 | 12    |
| 8     | 40 a 44 | 16    |
| 12    | 35 a 39 | 16    |
| 8     | 30 a 34 | 4     |
| 4     | 25 a 29 | 4     |
| 12    | 20 a 24 | 4     |
| 12    | 15 a 19 | 8     |
| 12    | 10 a 14 | 12    |
| 20    | 5 a 9   | 4     |
| 12    | 0 a 4   | 4     |

## Economia

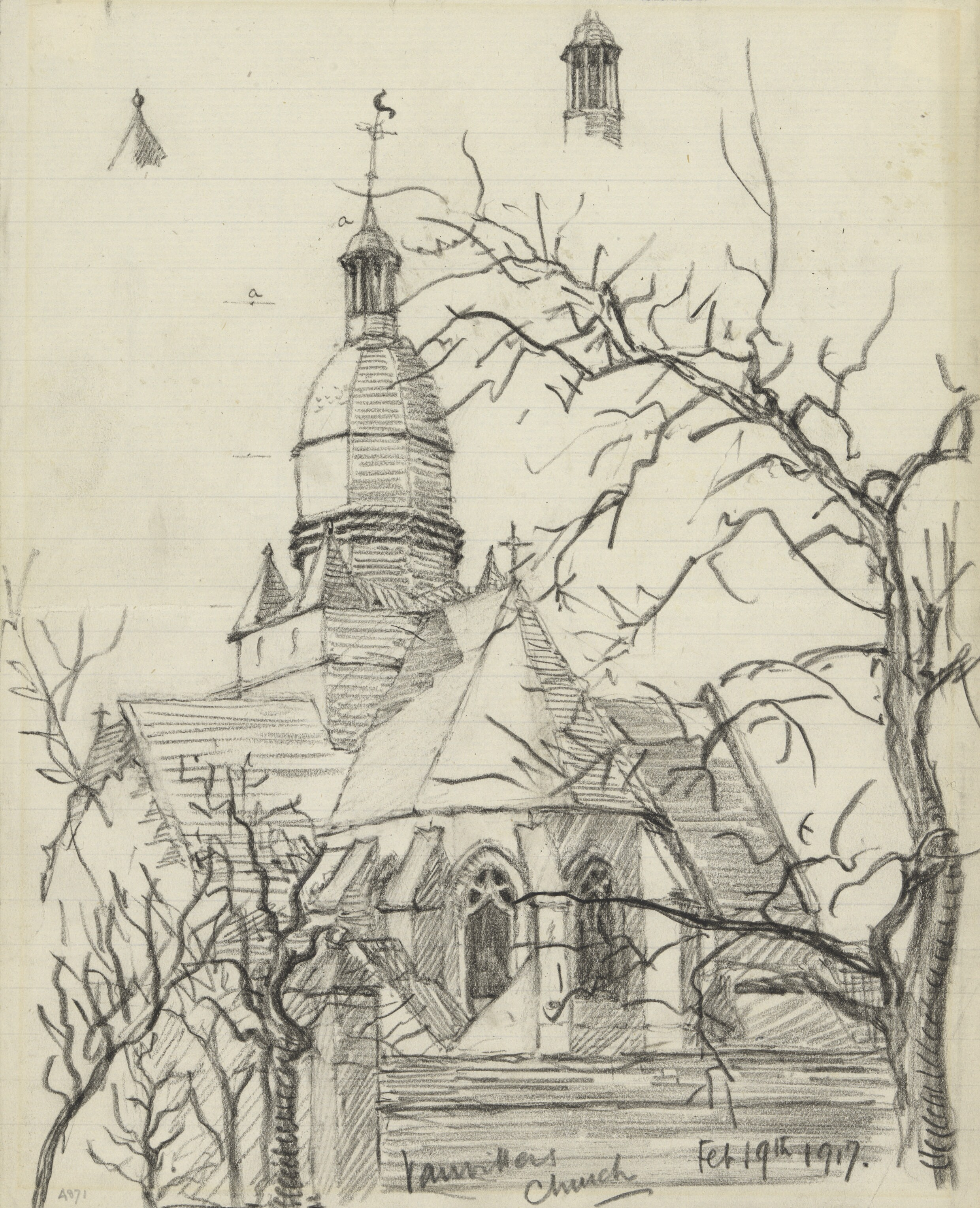

El 2007 la població en edat de treballar era de 186 persones, 135 eren actives i 51 eren inactives. De les 135 persones actives 127 estaven ocupades (71 homes i 56 dones) i 8 estaven aturades (6 homes i 2 dones). De les 51 persones inactives 9 estaven jubilades, 23 estaven estudiant i 19 estaven classificades com a «altres inactius».

### Ingressos
El 2009 a Vauvillers hi havia 100 unitats fiscals que integraven 275 persones, la mediana anual d'ingressos fiscals per persona era de 15.541 €.

### Activitats econòmiques
Dels 5 establiments que hi havia el 2007, 1 era d'una empresa extractiva, 1 d'una empresa de fabricació de material elèctric, 1 d'una empresa de fabricació d'altres productes industrials, 1 d'una empresa de construcció i 1 d'una empresa de serveis.
L'únic servei als particulars que hi havia el 2009 era un electricista.
L'any 2000 a Vauvillers hi havia 8 explotacions agrícoles que ocupaven un total de 704 hectàrees.

## Poblacions més properes
El següent diagrama mostra les poblacions més properes.